# Lazyjack

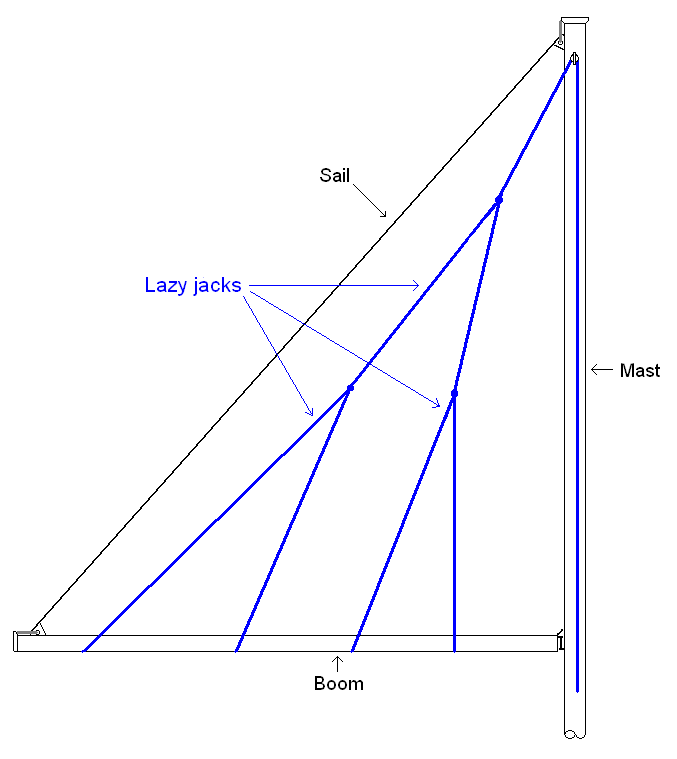
Aplicación típica de Lazy Jacks a una vela mayor

Los lazyjacks (o lazy jacks ) son un tipo de aparejo que se puede aplicar a una vela aparejada de proa a popa para ayudar en el manejo de la vela en lugar del rizado o el enrollador de vela.  Consisten en una red de cordajes que se fijan a un punto del mástil y a una serie de puntos a ambos lados de la botavara. Estos cabos forman una cuna que ayuda a guiar la vela hacia la botavara al bajarla, lo que reduce la tripulación necesaria para asegurar la vela. Los Lazy jacks se asocian más comúnmente con velas aparejadas tipo Bermuda, aunque se pueden utilizar con velas cangrejas y con algunos tipos de foques.  Hay lazyjacks que tienen bloques y anillos formando parte del sistema. 

## Descripción

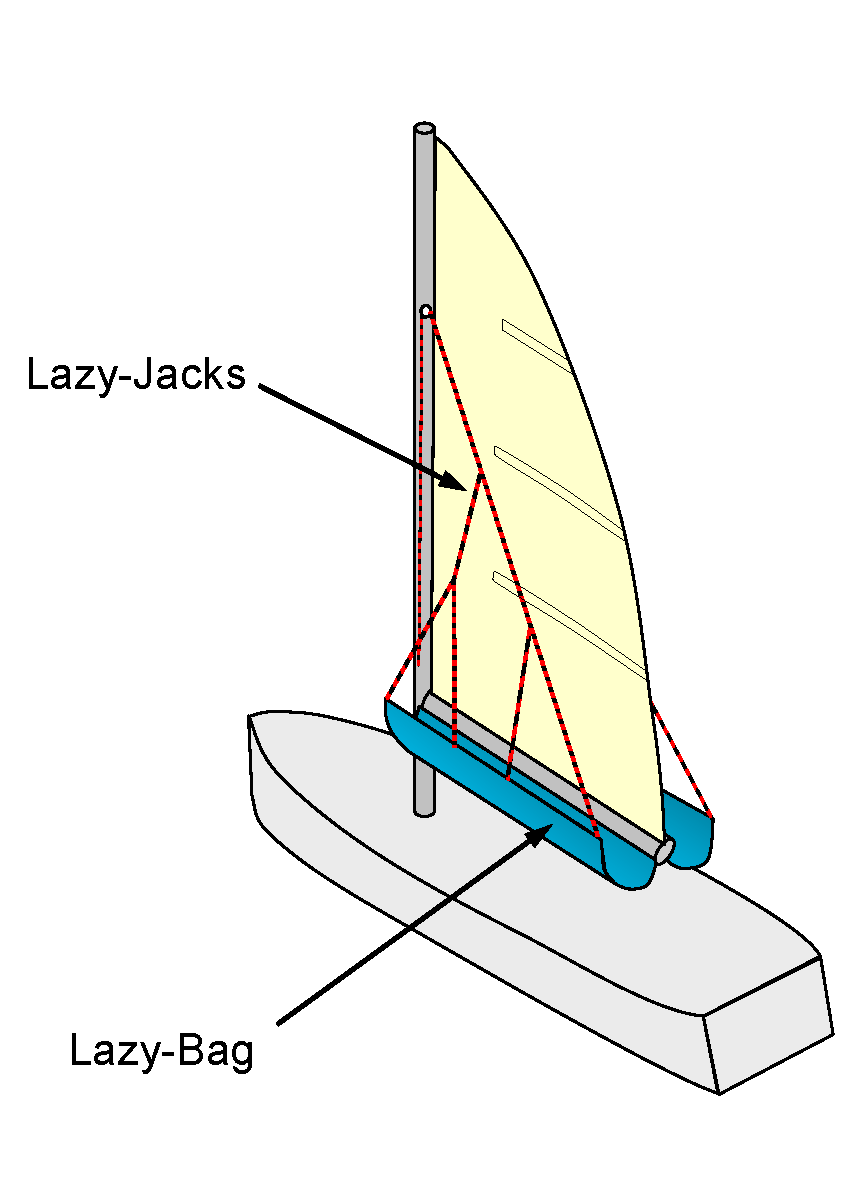
lazy jacks con sus bolsas

Los veleros dragadores de ostras de la bahía de Chesapeake, estaban invariablemente equipados con lazy jacks, ya que sus enormes planos vélicos, combinados con las condiciones cambiantes de la bahía, hacían necesario poder tomar rizos rápidamente y con poca tripulación.
Últimamente han resurgido como una característica de los yates de recreo como alternativa a los rizos o a los enrolladores ya que este último método, aunque es muy rápido puede, distorsionar el perfil vélico y no es compatible con los sables en la parte enrollada de la vela. Los Lazy jacks también son más baratos y se pueden aplicar fácilmente en el mercado secundario. Sin embargo, no están exentos de desventajas. Los cabos adicionales pueden suponer obstáculos para que la vela se enrede cuando se iza, especialmente si están con sables, y los cabos y las conexiones pueden rozar y golpear la vela, produciendo ruidos no deseados, llegando a acortar su vida útil.  Además, a diferencia de los sistemas de rodillos, debe haber algún miembro de la tripulación en cubierta para asegurar la vela.

## Origen
Generalmente se afirma que el nombre tiene su origen en la referencia coloquial a los marineros británicos como "Jack tars". Por lo tanto, los "lazy jacks" apuntarían a la reducción de mano de obra y esfuerzo que proporcionan los lazy jacks.